# 數野健太
數野健太（日语：／ Kazuno Kenta，1985年11月25日—），日本男子羽毛球运动员。滋賀縣大津市出生，畢業於日吉中学校、比叡山高校及日本大学，2008年4月起加入日本Unisys株式會社羽毛球隊。

## 簡歷
2010年，數野夥拍廣部好輝出戰荷蘭羽毛球公開賽，在決賽以0比2（17–21, 13-21）負於隊友橋本博且及平田典靖組合，屈居亞軍。

### 2016年 里约奥运八强
2016年8月，數野健太代表日本出戰巴西里約熱內盧舉行的奥林匹克运动会羽毛球比賽混合双打項目，與栗原文音以14號種子身分出戰。在小組賽階段先後擊敗荷兰的雅高·阿伦斯/塞莱娜·皮克和美国的周菲利浦/杰米·苏班迪，但在小组赛中曾先输给了韩國的高成炫/金荷娜，最终还是以赛14號種子和小组次名晉級八强。半準決賽，數野健太和栗原文音面对中國的张楠/赵芸蕾，以0比2（14-21、12-21）不敌对手。

### 2017世锦赛
2017年8月，数野健太參加苏格兰格拉斯哥舉行的世界羽毛球錦標賽，他和栗原文音出戰混合双打項目。他與栗原文音以11號種子身分出戰，故在首圈輪空；但在次圈以2比0（21-13、21-5）轻取瑞典的尼科·鲁波宁/阿曼达·赫格斯特伦。在第三圈，以0-2（15-21、16-21）不敌英格兰夫妻档的克里斯·爱德考克/加布里·爱德考克，16强止步。

## 主要比賽成績
只列出曾進入準決賽的國際賽事成績：
| 年份   | 賽事                     | 公開賽級別 | 項目     | 拍檔     | 成績   |
| ------ | ------------------------ | ---------- | -------- | -------- | ------ |
| 2008年 | 大阪羽毛球國際挑戰賽     | 國際挑戰賽 | 男子雙打 | 早川賢一 | 準決賽 |
| 2009年 | 德國羽毛球大獎賽         | 大獎賽     | 男子雙打 | 早川賢一 | 亞軍   |
| 2009年 | 大阪羽毛球國際挑戰賽     | 國際挑戰賽 | 男子雙打 | 早川賢一 | 準決賽 |
| 2010年 | 大阪羽毛球國際挑戰賽     | 國際挑戰賽 | 混合雙打 | 垣岩令佳 | 準決賽 |
| 2010年 | 荷蘭羽毛球大獎賽         | 大獎賽     | 男子雙打 | 廣部好輝 | 亞軍   |
| 2010年 | 丹麥羽毛球超級賽         | 超級賽     | 男子雙打 | 廣部好輝 | 準決賽 |
| 2012年 | 大阪羽毛球國際挑戰賽     | 國際挑戰賽 | 男子雙打 | 廣部好輝 | 準決賽 |
| 2012年 | 美國羽毛球黃金大獎賽     | 黃金大獎賽 | 男子雙打 | 廣部好輝 | 亞軍   |
| 2013年 | 大阪羽毛球國際挑戰賽     | 國際挑戰賽 | 男子雙打 | 山田和司 | 冠軍   |
| 2014年 | 大阪羽毛球國際挑戰賽     | 國際挑戰賽 | 男子雙打 | 山田和司 | 冠軍   |
| 2014年 | 俄羅斯羽毛球大獎賽       | 大獎賽     | 男子雙打 | 山田和司 | 冠軍   |
| 2014年 | 越南羽毛球大獎賽         | 大獎賽     | 男子雙打 | 山田和司 | 亞軍   |
| 2015年 | 馬來西亞羽毛球大師賽     | 黃金大獎賽 | 男子雙打 | 山田和司 | 冠軍   |
| 2015年 | 波蘭羽毛球公開賽         | 國際挑戰賽 | 男子雙打 | 山田和司 | 冠軍   |
| 2015年 | 大阪羽毛球國際挑戰賽     | 國際挑戰賽 | 男子雙打 | 山田和司 | 冠軍   |
| 2015年 | 蘇迪曼盃                 | 其他       | 混合團體 | －       | 亞軍   |
| 2016年 | 印度羽毛球黃金大獎賽     | 黃金大獎賽 | 混合雙打 | 栗原文音 | 準決賽 |
| 2017年 | 亞洲羽毛球混合團體錦標賽 | 其他       | 混合團體 | －       | 冠軍   |
| 2017年 | 蘇迪曼盃                 | 其他       | 混合團體 | －       | 季軍   |

| 2007-2017年 | 首要超級賽 | 超級賽 | 黃金大獎賽 | 大獎賽 | 國際挑戰賽 | 國際系列賽 | 未來系列賽 | 其他 |

### 奧運會和世錦賽參賽紀錄
|          | 搭檔     | 2009 | 2010 | 2011 | 2012 | 2013 | 2014 | 2015 | 2016 | 2017 |
| -------- | -------- | ---- | ---- | ---- | ---- | ---- | ---- | ---- | ---- | ---- |
| 男子雙打 | 早川賢一 | 32強 | －   | －   | －   | －   | －   | －   | －   | －   |
| 男子雙打 | 廣部好輝 | －   | －   | 48強 | －   | －   | －   | －   | －   | －   |
| 男子雙打 | 山田和司 | －   | －   | －   | －   | －   | －   | 16強 | －   | －   |
|          |          |      |      |      |      |      |      |      |      |      |
| 混合雙打 | 栗原文音 | －   | －   | －   | －   | －   | －   | －   | 8強  | 16強 |